# Viviers-sur-Chiers
Viviers-sur-Chiers är en kommun i departementet Meurthe-et-Moselle i regionen Grand Est (tidigare regionen Lorraine) i nordöstra Frankrike. Kommunen ligger i kantonen Longuyon som tillhör arrondissementet Briey. År 2022 hade Viviers-sur-Chiers 658 invånare.

## Befolkningsutveckling
Antalet invånare i kommunen Viviers-sur-Chiers
| Referens: INSEE |